# Kanazono Hidetaka
Hidetaka Kanazono (金園 英学, sinh ngày 1 tháng 9 năm 1988) là một cầu thủ bóng đá người Nhật Bản hiện tại thi đấu cho Ventforet Kofu. Anh đá ở vị trí tiền đạo.

## Sự nghiệp
Kanazono từng thi đấu cho rất nhiều đội bóng trẻ trước khi có bước đột phá, có mặt trong đội hình xuất phát của Júbilo Iwata năm 2011. Anh ra mắt trong trận mở màn J. League Division 1 2011 trước Ventforet Kofu với tư cách dự bị cùng chiến thắng 1-0.

## Thống kê sự nghiệp

### Câu lạc bộ
Cập nhật đến ngày 23 tháng 2 năm 2018.
| Câu lạc bộ        | Mùa giải | Giải vô địch | Giải vô địch | Cúp1    | Cúp1      | Cúp Liên đoàn2 | Cúp Liên đoàn2 | Khác3   | Khác3     | Tổng    | Tổng      |
| Câu lạc bộ        | Mùa giải | Số trận      | Bàn thắng    | Số trận | Bàn thắng | Số trận        | Bàn thắng      | Số trận | Bàn thắng | Số trận | Bàn thắng |
| ----------------- | -------- | ------------ | ------------ | ------- | --------- | -------------- | -------------- | ------- | --------- | ------- | --------- |
| Júbilo Iwata      | 2011     | 28           | 12           | 2       | 0         | 3              | 0              | 1       | 0         | 34      | 12        |
| Júbilo Iwata      | 2012     | 5            | 1            | 1       | 0         | 0              | 0              | -       | -         | 6       | 1         |
| Júbilo Iwata      | 2013     | 30           | 6            | 0       | 0         | 6              | 3              | -       | -         | 36      | 9         |
| Júbilo Iwata      | 2014     | 10           | 1            | 1       | 2         | -              | -              | -       | -         | 11      | 3         |
| Vegalta Sendai    | 2015     | 29           | 7            | 3       | 0         | 3              | 1              | -       | -         | 35      | 8         |
| Vegalta Sendai    | 2016     | 7            | 0            | 0       | 0         | 1              | 0              | -       | -         | 8       | 0         |
| Consadole Sapporo | 2017     | 15           | 0            | 1       | 0         | 4              | 0              | -       | -         | 20      | 0         |
| Tổng              | Tổng     | 124          | 27           | 8       | 2         | 17             | 4              | 1       | 0         | 140     | 33        |

1Bao gồm Cúp Hoàng đế Nhật Bản.
2Bao gồm J. League Cup.
3Bao gồm Giải bóng đá vô địch Suruga Bank.

## Giải thưởng và danh hiệu

### Câu lạc bộ
Júbilo Iwata
- Giải bóng đá vô địch Suruga Bank (1): 2011